# Medanitos
Medanitos är en ort i Argentina.   Den ligger i provinsen Catamarca, i den norra delen av landet, 1 200 km nordväst om huvudstaden Buenos Aires. Medanitos ligger 1 614 meter över havet och antalet invånare är 999.
Terrängen runt Medanitos är platt västerut, men österut är den kuperad. Trakten runt Medanitos är nära nog obefolkad, med mindre än två invånare per kvadratkilometer.. Närmaste större samhälle är Fiambalá, 17,9 km söder om Medanitos.
Trakten runt Medanitos är ofruktbar med lite eller ingen växtlighet.